# Lam sonupproret
Lam sonupproret var ett vietnamesiskt uppror som varade mellan 1418 och 1427. Namnet Lam Son är taget från de berg där Le Loi tillsammans med arton andra svor en ed att bekämpa Mingdynastins ockupation av Vietnam som hade börjar 1407.